# Basílica de San Sebastián (Manila)
La Basílica Menor de San Sebastián, más conocida como Iglesia de San Sebastián, es una basílica menor católica situada en el barrio de Quiapo de la ciudad de Manila, en Filipinas. Es la sede de la parroquia de San Sebastián y el Santuario Nacional de Nuestra Señora del Monte Carmelo. Pertenece a la arquidiócesis de Manila.
Su construcción finalizó en 1891. La basílica destaca por sus características arquitectónicas y es un ejemplo de la arquitectura neogótica en Filipinas, siendo reconocida por la Unesco como la única iglesia o basílica de acero de Asia. Ha recibido la fama de ser el primer edificio prefabricado del mundo, y se ha proclamado que se trata de la única iglesia prefabricada con acero en el mundo. A su vez, la Orden de los Agustinos Recoletos afirma que se trata del primer edificio de acero de Asia y el segundo del mundo después de la Torre Eiffel. En 2006, el templo fue incluido en la Lista Tentativa de la Unesco para su posible nominación como Patrimonio de la Humanidad. En 1973 fue designada como Monumento Histórico Nacional por el gobierno de Filipinas.
La basílica de San Sebastián se encuentra al cuidado de la Orden de Agustinos Recoletos, que también regenta el colegio adyacente a la basílica. El templo se encuentra en la Plaza del Carmen, en el extremo este de la calle Claro M. Recto, en Quiapo, Manila.

## Historia

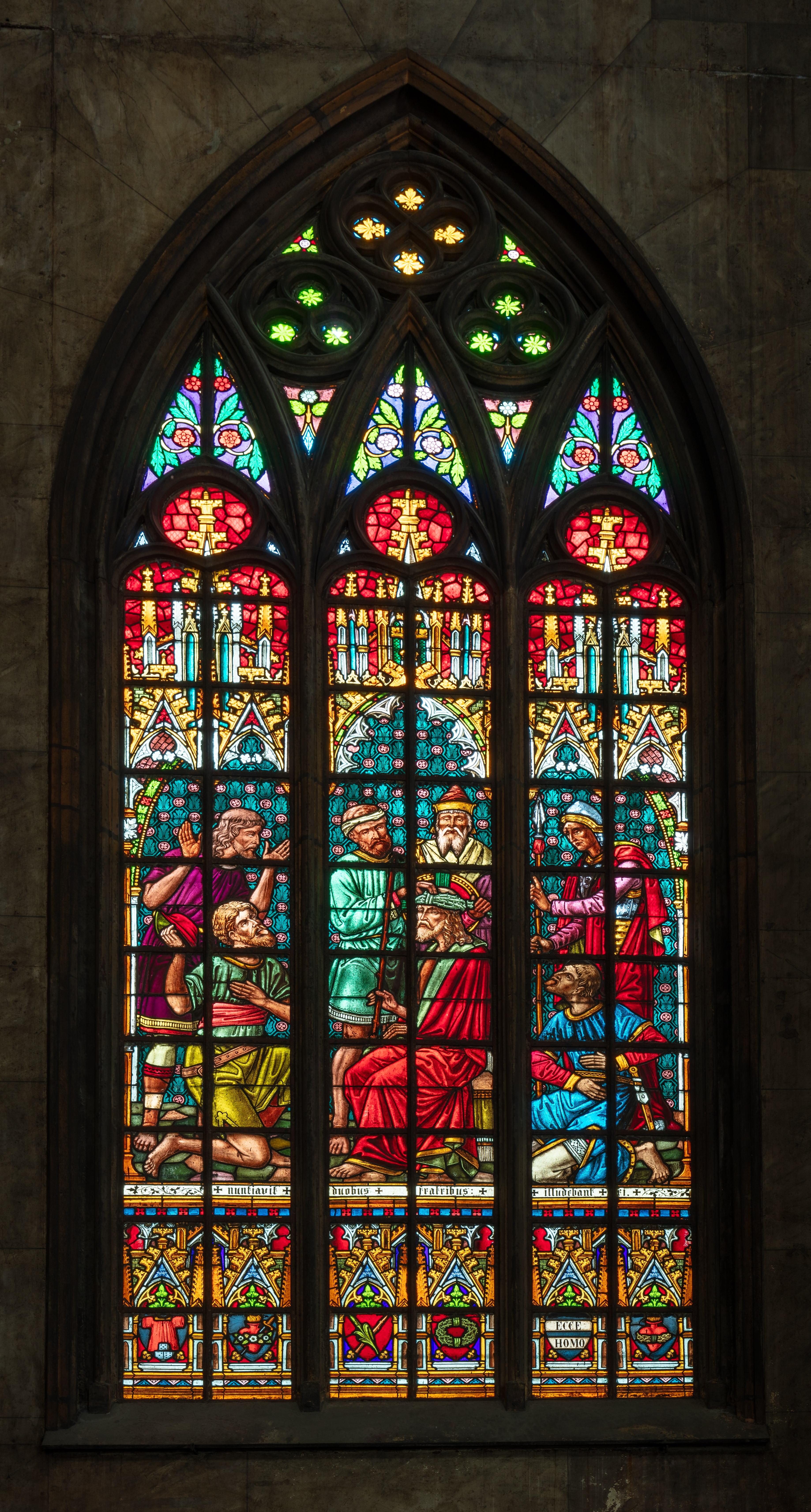
Vitral de la iglesia de San Sebastián.

En 1621, Bernardino Castillo, un generoso mecenas devoto del mártir cristiano San Sebastián, donó el terreno donde se levanta la basílica para la construcción de una iglesia. La iglesia original, construida con madera, fue incendiada en 1651 durante un levantamiento chino. Las sucesivas construcciones levantadas posteriormente, hechas de ladrillo, fueron destruidas por el fuego y terremotos en 1859, 1863 y 1880.
En los años 1880, el párroco Esteban Martínez, estando la iglesia en ruinas, le propuso al arquitecto español Genaro Palacios un plan para construir un edificio que pudiera resistir el daño producido por el fuego y los terremotos hecho completamente de acero. Palacios completó un diseño que fusionaban los estilos barroco telúrico y neogótico. Se afirmó que su diseño final se había inspirado en la gótica Catedral de Burgos, en España.

### Construcción

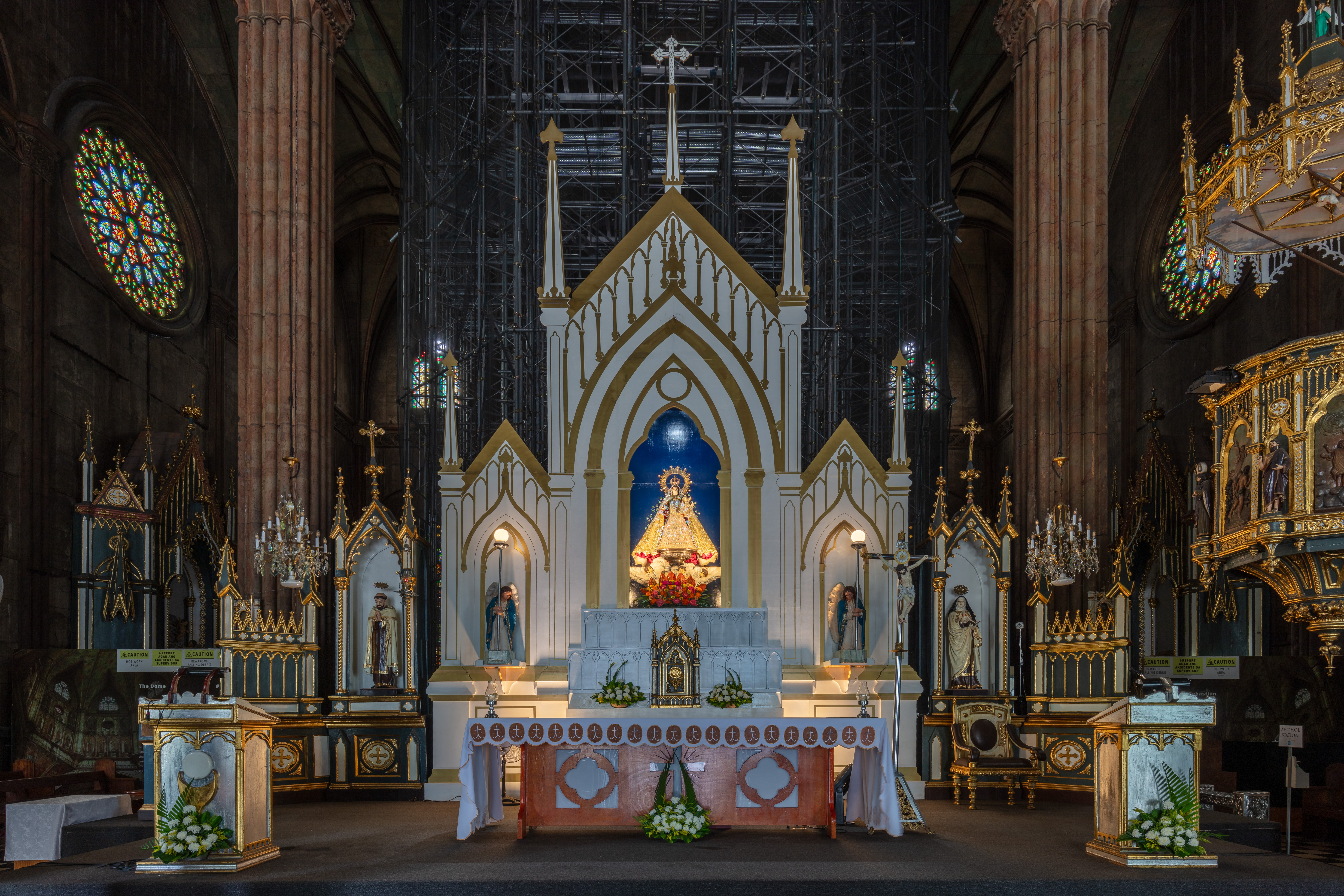
Vista del altar principal del templo.

Las secciones de acero prefabricadas que iban a componer la iglesia de San Sebastián fueron fabricadas en la fundición de la Societe Anonyme des Enterprises de Travaux Publiques en Binche (Bélgica). Según el historiador Ambeth Ocampo, las piezas de acero de segunda fueron mandadas desde Bruselas por la Societe Anonyme des Enterprises de Travaux Publiques. En total se transportaron 52 toneladas de secciones prefabricadas de acero en ocho envíos separados desde Bélgica a las Filipinas, el primero de los cuales llegó en 1888. El ensamblaje de la iglesia fue supervisado por dos ingenieros belgas; la primera columna del templo se levantó el 11 de septiembre de 1890. Los muros fueron rellenados con una mezcla de arena, grava y cemento. Las vidrieras fueron fabricadas por la compañía de vitrales alemana Henri Oidtmann Company, siendo artesanos locales los que llevaron a cabo los retoques finales en el templo.
El 24 de junio de 1890, el papa León XIII otorgó el título de basílica menor a la iglesia de San Sebastián. Una vez finalizadas las obras al año siguiente, el 16 de agosto de 1891, el arzobispo de Manila Bernardo Nozaleda consagró el templo.

### El papel de Gustave Eiffel

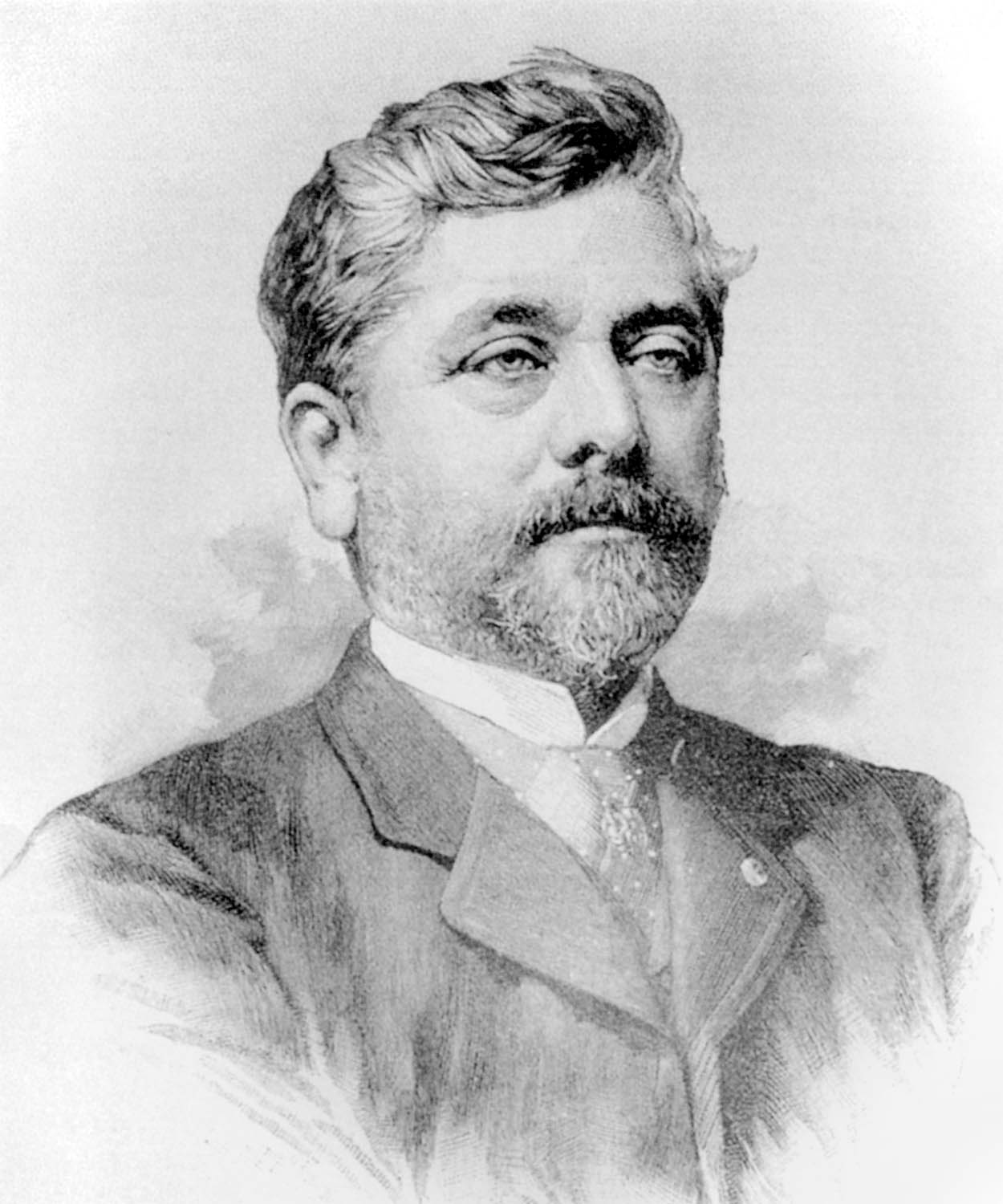
El ingeniero francés Gustave Eiffel pudo haber tomado parte en el diseño del templo.

El ingeniero francés especialista en estructuras metálicas Gustave Eiffel, y que había diseñado la Torre Eiffel de París y el interior de la Estatua de la Libertad de Nueva York, podría haber participado en el diseño y construcción de la iglesia de San Sebastián.
El historiador Ambeth Ocampo afirma que hay una conexión entre Eiffel y la iglesia de San Sebastián. Asimismo, Ocampo publicó que en los años 1970, el arquitecto Ieoh Ming Pei había visitado Manila para confirmar las noticias que había oído en las que se afirmaba que Eiffel había diseñado una iglesia en Asia construida con acero. Cuando Pei examinó la iglesia de San Sebastián, según lo que informa Ocampo, afirmó que las partes metálicas y la estructura en su conjunto sin duda habían sido diseñados por Eiffel.
Sin embargo, los catálogos oficiales de Eiffel hacen referencia a un posible diseño y exportación de una iglesia en Manila en 1875, trece años antes de que empezara la construcción de la iglesia de San Sebastián. Si esto fuese cierto, esto no excluiría la posibilidad de que Eiffel hubiera diseñado la estructura metálica de la iglesia, y que Palacios completara el diseño final del templo.

## Características
La iglesia de San Sebastián es la primera y única iglesia de Asia construida totalmente en acero. Cuenta con dos torres y bóveda de acero. La nave central de la basílica tiene doce metros de altura desde el suelo hasta la cúpula, y 32 metros hasta el extremo de los chapiteles.
El interior de la iglesia muestra bóvedas de crucería de estilo gótico. Las columnas de acero, las paredes y el techo fueron pintados por el artista filipino Lorenzo Rocha y sus estudiantes para ofrecer una falsa apariencia de mármol y jaspe. Para decorar los interiores de la iglesia se usó la técnica del trampantojo. Fieles al espíritu gótico del templo son sus confesonarios, púlpitos, altares y cinco retablos diseñados por el también artista filipino Lorenzo Guerrero, así como Rocha. Las estatuas de los santos y santas son obra del escultor Eusebio García. Para la iglesia se construyeron seis pilas de agua bendita, hechas con mármol de Romblón.
Sobre el altar principal hay una imagen de Nuestra Señora del Monte Carmelo, que las carmelitas de Ciudad de México ofrecieron a la iglesia en 1617. La imagen resistió todos los terremotos e incendios que habían destruido las anteriores edificaciones, pero el marfil que tenía le fue robado en 1975.

## Conservación
La iglesia ha visto amenazada su integridad estructural. El acero de la iglesia se ha visto afectado por el herrumbre y la corrosión, efecto al que ha contribuido la brisa marina de la cercana bahía de Manila. En 1998, la iglesia de San Sebastián apareció en la lista bianual de los 100 sitios arqueológicos o edificios históricos más amenazados, elaborada por el Fondo Mundial para los Monumentos, aunque no apareció en las siguientes listas.
La iglesia de San Sebastián fue declarada Monumento Histórico Nacional por el presidente de Filipinas Ferdinand Marcos en 1973 mediante el Decreto Presidencial N.º 260. Se destinó una ayuda estatal para la iglesia a través del Instituto Histórico Nacional, que restauró la iglesia en 1982. Igualmente, los Agustinos Recoletos han destinado fondos para el mantenimiento y restauración del templo.
El 16 de mayo de 2006, la basílica de San Sebastián fue incluida en la Lista Tentativa de la Unesco para su posible designación como Patrimonio de la Humanidad, a causa de su patrimonio cultural e histórico.

## Galería de imágenes

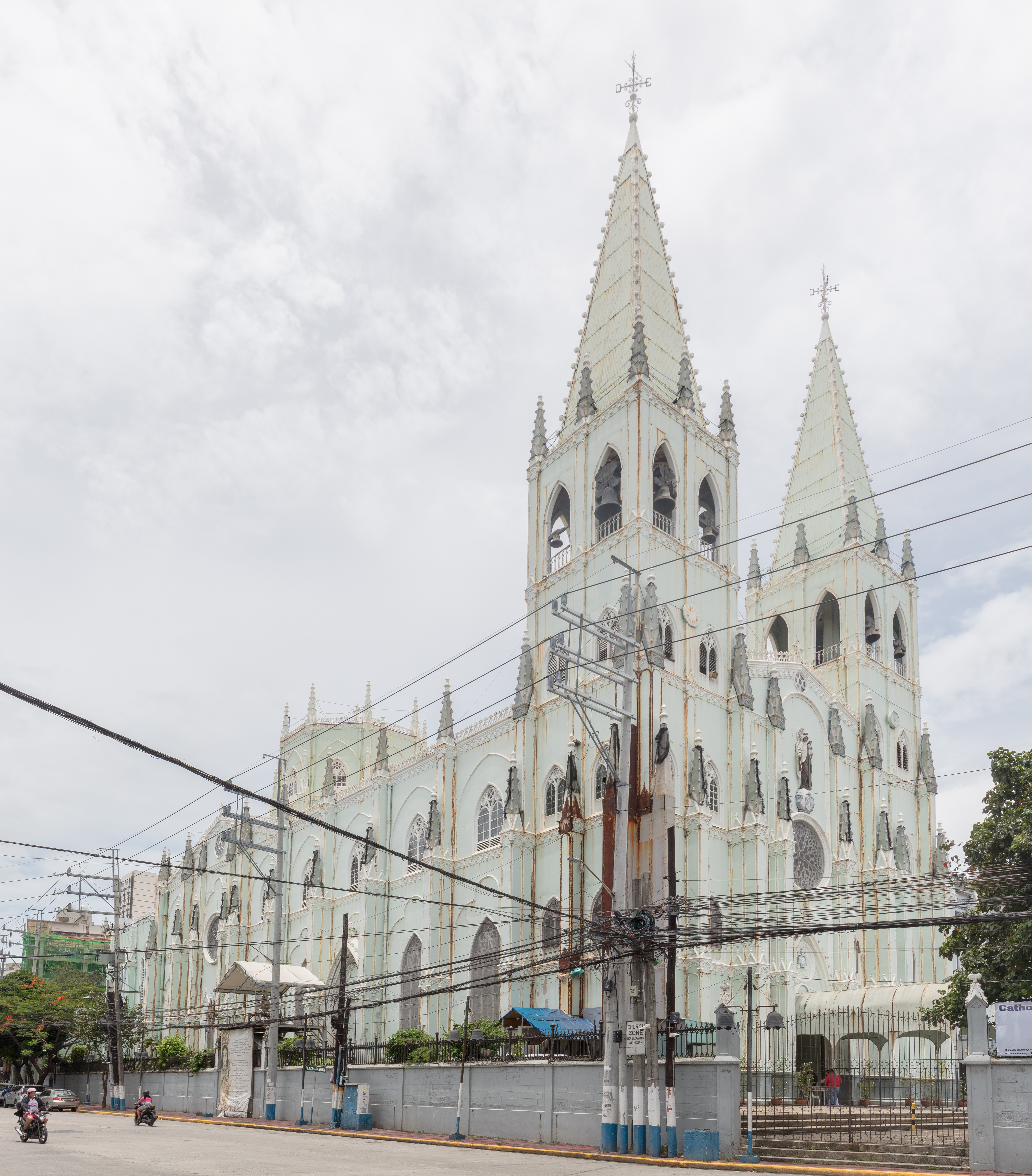
Vista exterior.
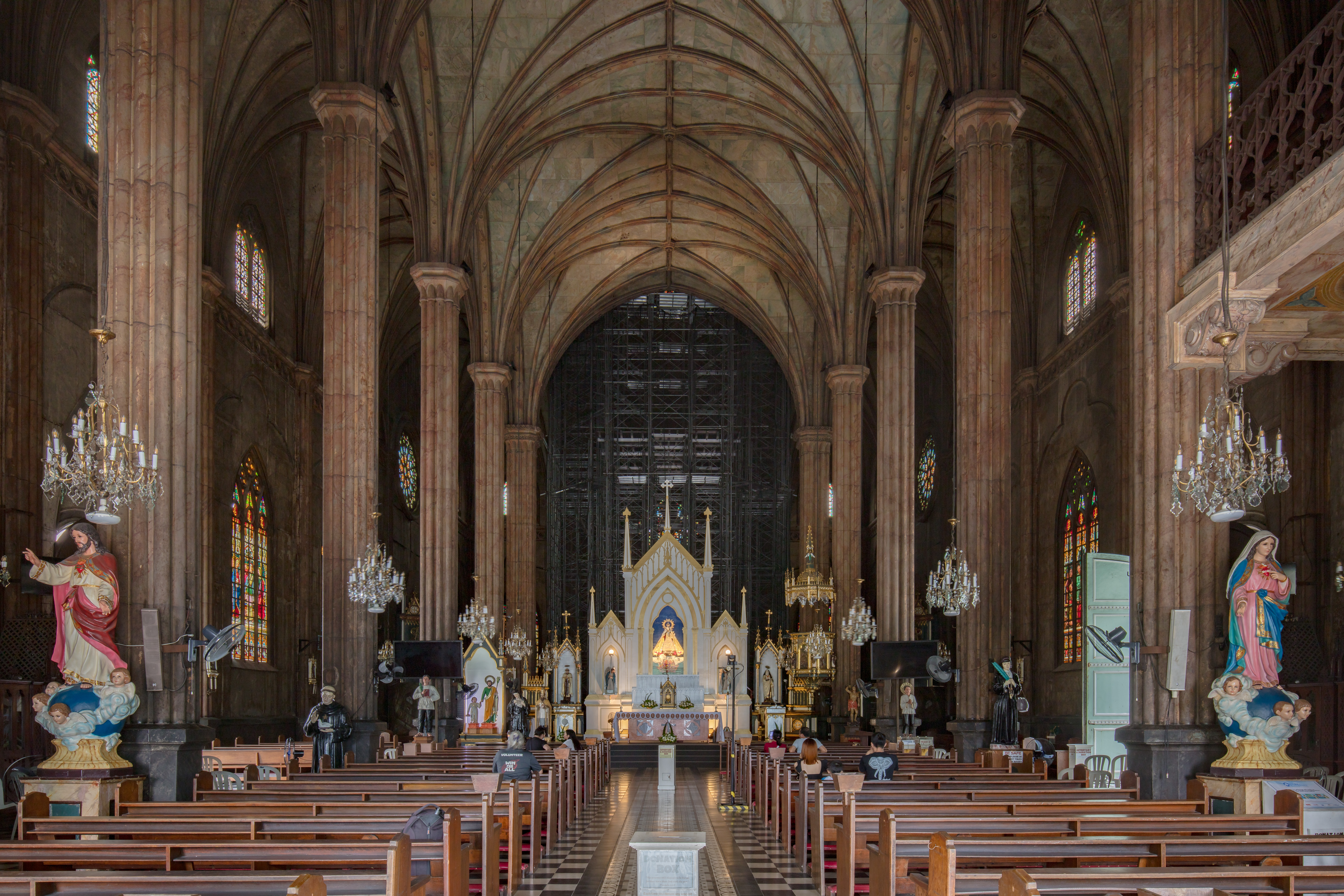
Nave principal.
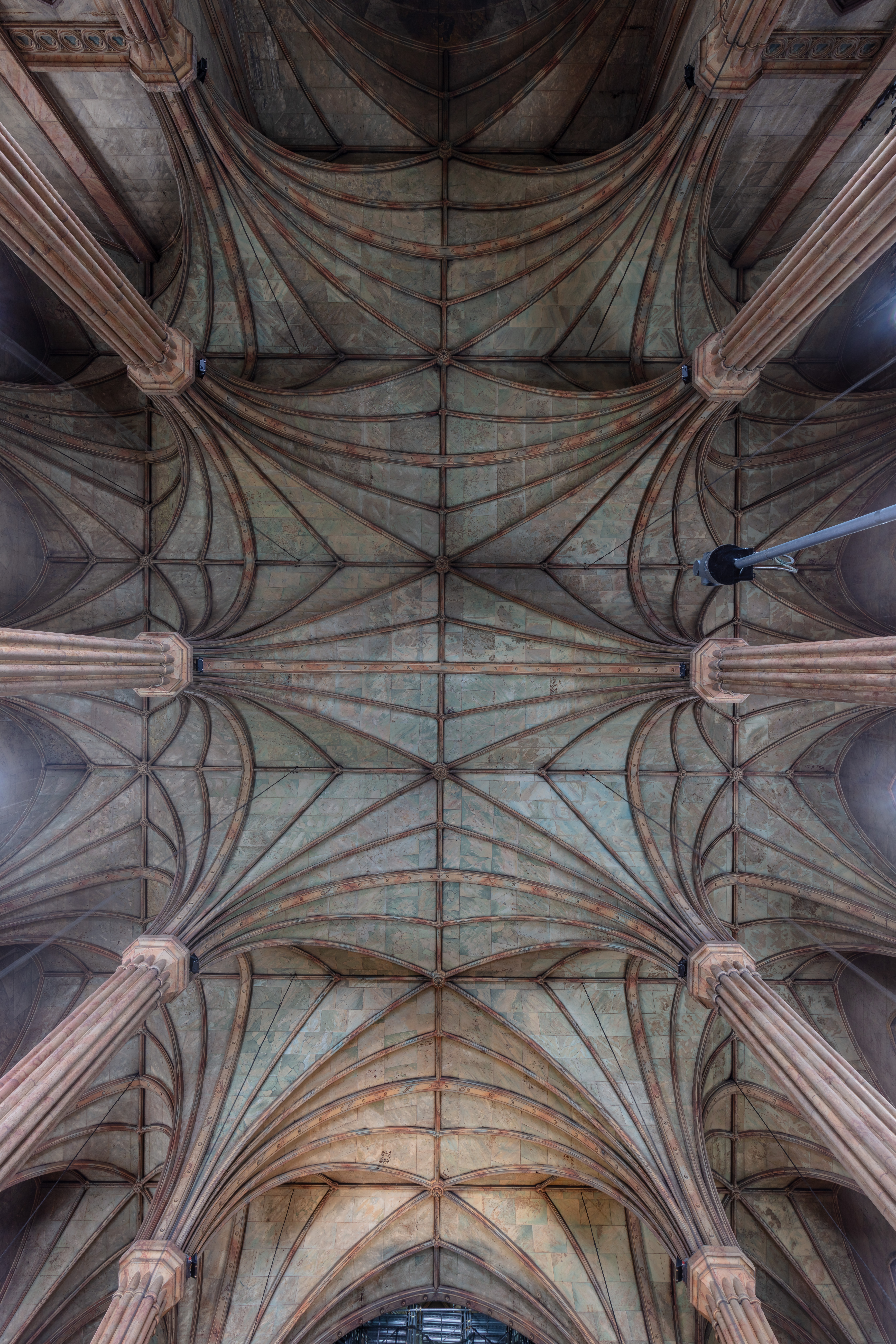
Techo.
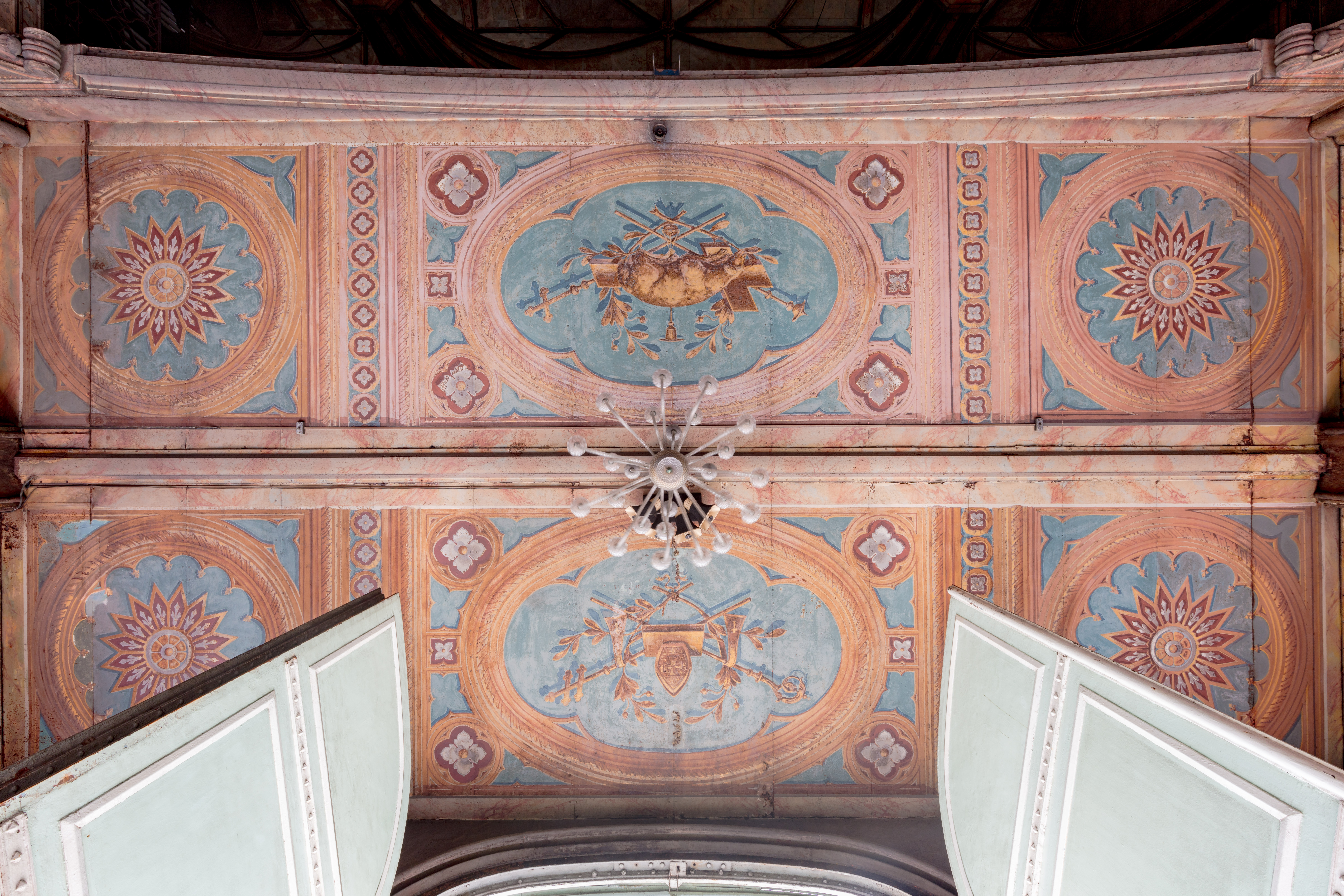
Decoración sobre la entrada.
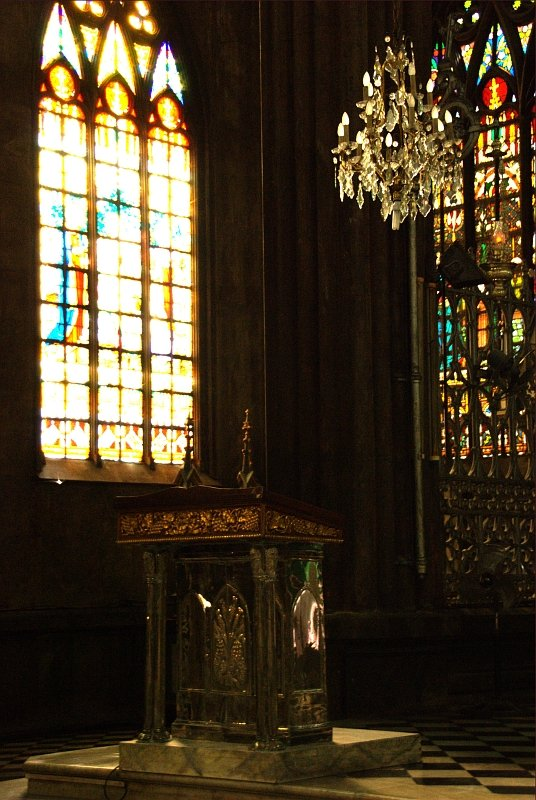
Facistol.